# Superforça
En física rep la denominació de superforça a la conjecturada força que reuniria a les quatre forces fonamentals (gravetat, electromagnetisme, força nuclear forta i força nuclear feble), es considera amb altíssimes probabilitats que en el moment inicial del big-bang el que havia era una superforça, abans de crear-se l'espaitemps, en generar-i diferenciar l'espai i el temps, en instants, la superforça es va anar dividint en les quatre forces elementals actualment existents en l'univers conegut.